# 400 mètres féminin aux Jeux olympiques d'été de 2012 (athlétisme)
Navigation
Pékin 2008 Rio 2016
L'épreuve du 400 mètres féminin aux Jeux olympiques de 2012 a lieu du 3 au 5 août dans le Stade olympique de Londres.
Les limites de qualifications étaient de 51 s 55 (limite A) et 52 s 35 (limite B).

## Records
Avant cette compétition, les records dans cette discipline étaient les suivants :
| Record du monde  | 47 s 60 | Marita Koch      | Allemagne de l'Est | 6 octobre 1985  | Canberra |
| Record olympique | 48 s 25 | Marie-José Pérec | France             | 29 juillet 1996 | Atlanta  |

## Médaillées
| Or                  | Argent             | Bronze         |
| Sanya Richards-Ross | Christine Ohuruogu | DeeDee Trotter |

## Résultats

### Finale (5 août)
| Rang               | Couloir | Athlète                | Nationalité     | Temps   | Notes |
| ------------------ | ------- | ---------------------- | --------------- | ------- | ----- |
| Médaille d'or      | 6       | Sanya Richards-Ross    | États-Unis      | 49 s 55 |       |
| Médaille d'argent  | 8       | Christine Ohuruogu     | Grande-Bretagne | 49 s 70 | SB    |
| Médaille de bronze | 4       | DeeDee Trotter         | États-Unis      | 49 s 72 | SB    |
| 4                  | 7       | Amantle Montsho        | Botswana        | 49 s 75 |       |
| 5                  | 2       | Novlene Williams-Mills | Jamaïque        | 50 s 11 |       |
| -                  | 5       | Antonina Krivoshapka   | Russie          | DQ      |       |
| 6                  | 9       | Francena McCorory      | États-Unis      | 50 s 33 |       |
| 7                  | 3       | Rosemarie Whyte        | Jamaïque        | 50 s 79 |       |

### Demi-finale 1
| Rang | Nom                   | Nationalité     | Temps   | Notes |
| ---- | --------------------- | --------------- | ------- | ----- |
| 1    | Sanya Richards-Ross   | États-Unis      | 50 s 07 | Q     |
| 2    | Christine Ohuruogu    | Grande-Bretagne | 50 s 22 | Q, SB |
| 3    | Rosemarie Whyte       | Jamaïque        | 50 s 98 | q     |
| 4    | Yuliya Gushchina      | Russie          | 51 s 66 |       |
| 5    | Joanne Cuddihy        | Irlande         | 51 s 88 |       |
| 6    | Tjipekapora Herunga   | Namibie         | 52 s 53 |       |
| 7    | Jenna Martin          | Canada          | 52 s 83 |       |
| 8    | Joy Nakhumicha Sakari | Kenya           | 52 s 95 |       |

### Demi-finale 2
| Rang | Nom               | Nationalité     | Temps   | Notes |
| ---- | ----------------- | --------------- | ------- | ----- |
| 1    | Amantle Montsho   | Botswana        | 50 s 15 | Q     |
| 2    | Francena McCorory | États-Unis      | 50 s 19 | Q     |
| 3    | Libania Grenot    | Italie          | 51 s 18 |       |
| 4    | Christine Day     | Jamaïque        | 51 s 19 |       |
| 5    | Regina George     | Nigeria         | 51 s 35 |       |
| 6    | Alina Lohvynenko  | Ukraine         | 51 s 38 |       |
| 7    | Aliann Pompey     | Guyana          | 52 s 58 |       |
| 8    | Shana Cox         | Grande-Bretagne | 52 s 58 |       |

### Demi-finale 3
| Rang | Nom                    | Nationalité     | Temps   | Notes |
| ---- | ---------------------- | --------------- | ------- | ----- |
| 1    | Antonina Krivoshapka   | Russie          | 49 s 81 | Q     |
| 2    | DeeDee Trotter         | États-Unis      | 49 s 87 | Q, SB |
| 3    | Novlene Williams-Mills | Jamaïque        | 49 s 91 | q     |
| 4    | Omolara Omotosho       | Nigeria         | 51 s 41 |       |
| 5    | Nataliya Pyhyda        | Ukraine         | 51 s 41 |       |
| 6    | Carol Rodríguez        | Porto Rico      | 52 s 08 |       |
| 7    | Lee McConnell          | Grande-Bretagne | 52 s 24 |       |
| 8    | Marlena Wesh           | Haïti           | 52 s 49 |       |

### Série 1
| Rang | Nom                      | Nationalité     | Temps         | Notes |
| ---- | ------------------------ | --------------- | ------------- | ----- |
| 1    | Francena McCorory        | États-Unis      | 50 s 78       | Q     |
| 2    | Christine Ohuruogu       | Grande-Bretagne | 50 s 80       | Q     |
| 3    | Joy Nakhumicha Sakari    | Kenya           | 51 s 85       | Q, SB |
| 4    | Joanne Cuddihy           | Irlande         | 52 s 09       | q     |
| 5    | Geisa Aparecida Coutinho | Brésil          | 53 s 43       |       |
| 6    | Marina Maslenko          | Kazakhstan      | 53 s 66       |       |
| 7    | Zamzam Mohamed Farah     | Somalie         | 1 min 20 s 48 |       |

### Série 2
| Rang | Nom                    | Nationalité        | Temps   | Notes  |
| ---- | ---------------------- | ------------------ | ------- | ------ |
| 1    | Amantle Montsho        | Botswana           | 50 s 40 | Q      |
| 2    | Christine Day          | Jamaïque           | 51 s 05 | Q      |
| 3    | Shana Cox              | Grande-Bretagne    | 52 s 01 | Q      |
| 4    | Aliann Pompey          | Guyana             | 52 s 10 | q, =SB |
| 5    | Afia Charles           | Antigua-et-Barbuda | 54 s 25 |        |
| 6    | Ingrid Yahoska Narvaez | Nicaragua          | 59 s 55 | =SB    |
| NC   | Shaunae Miller         | Bahamas            | NC      | DNF    |

### Série 3
| Rang | Nom              | Nationalité            | Temps         | Notes |
| ---- | ---------------- | ---------------------- | ------------- | ----- |
| 1    | DeeDee Trotter   | États-Unis             | 50 s 87       | Q     |
| 2    | Rosemarie Whyte  | Jamaïque               | 50 s 90       | Q     |
| 3    | Jenna Martin     | Canada                 | 51 s 98       | Q     |
| 4    | Omolara Omotosho | Nigeria                | 52 s 11       | q     |
| 5    | Raysa Sánchez    | République dominicaine | 52 s 47       |       |
| 6    | Aauri Bokesa     | Espagne                | 53 s 67       |       |
| 7    | Zourah Ali       | Djibouti               | 1 min 05 s 37 |       |

### Série 4
| Rang | Nom                 | Nationalité | Temps         | Notes |
| ---- | ------------------- | ----------- | ------------- | ----- |
| 1    | Sanya Richards-Ross | États-Unis  | 51 s 78       | Q     |
| 2    | Carol Rodríguez     | Porto Rico  | 52 s 19       | Q     |
| 3    | Tjipekapora Herunga | Namibie     | 52 s 31       | Q     |
| 4    | Pınar Saka          | Turquie     | 52 s 38       |       |
| 5    | Sviatlana Usovich   | Biélorussie | 52 s 40       |       |
| 6    | Phumlile Ndzinisa   | Swaziland   | 53 s 95       |       |
| 7    | Hristina Risteska   | Macédoine   | 1 min 00 s 86 |       |

### Série 5
| Rang | Nom                  | Nationalité     | Temps   | Notes |
| ---- | -------------------- | --------------- | ------- | ----- |
| 1    | Antonina Krivoshapka | Russie          | 50 s 75 | Q     |
| 2    | Alina Lohvynenko     | Ukraine         | 52 s 08 | Q     |
| 3    | Lee McConnell        | Grande-Bretagne | 52 s 23 | Q     |
| 4    | Moa Hjelmer          | Suède           | 52 s 86 |       |
| 5    | Ambwene Simukonda    | Malawi          | 54 s 20 | NR    |
| 6    | Danielle Alakija     | Fidji           | 56 s 77 |       |
| NC   | Kanika Beckles       | Grenade         | NC      | DNS   |

### Série 6
| Rang | Nom                    | Nationalité                     | Temps   | Notes |
| ---- | ---------------------- | ------------------------------- | ------- | ----- |
| 1    | Novlene Williams-Mills | Jamaïque                        | 50 s 88 | Q     |
| 2    | Nataliya Pyhyda        | Ukraine                         | 51 s 09 | Q, PB |
| 3    | Libania Grenot         | Italie                          | 52 s 13 | Q     |
| 4    | Joelma Sousa           | Brésil                          | 52 s 69 |       |
| 5    | Bianca Răzor           | Roumanie                        | 52 s 83 |       |
| 6    | Maziah Mahusin         | Brunei                          | 59 s 28 | NR    |
| NC   | Kineke Alexander       | Saint-Vincent-et-les-Grenadines | NC      | DNF   |

### Série 7
| Rang | Nom              | Nationalité   | Temps   | Notes |
| ---- | ---------------- | ------------- | ------- | ----- |
| 1    | Regina George    | Nigeria       | 51 s 24 | Q     |
| 2    | Yuliya Gushchina | Russie        | 51 s 54 | Q     |
| 3    | Marlena Wesh     | Haïti         | 51 s 98 | Q     |
| 4    | Amy Mbacke Thiam | Sénégal       | 53 s 23 |       |
| 5    | Olesea Cojuhari  | Moldavie      | 53 s 64 |       |
| 6    | Graciela Martins | Guinée-Bissau | 58 s 30 |       |
| NC   | Jennifer Padilla | Colombie      | NC      | DQ    |

## Légende
Records et Performances
- AR : Record continental (area record)
- CR : Record des championnats (championship record)
- MR : Record du meeting (meet record)
- NR : Record national (national record)
- OR : Record olympique (olympic record)
- PR : Record paralympique (paralympic record)
- PB : Record personnel (personal best)
- SB : Meilleure performance personnelle de la saison (season's best)
- WL : Meilleure performance mondiale de l'année (world leader)
- WJR : Record du monde junior (world junior record)
- WR : Record du monde (world record)

Circonstances et Conditions
- DNF : N'a pas terminé (did not finish)
- DNS : N'a pas pris le départ (did not start)
- DQ : Disqualification (disqualification)
- NM : Aucun essai valable enregistré (No Mark)
- Q : Qualifié « directement » au prochain tour (ou à la prochaine compétition), lors d'une compétition majeure, grâce au classement ou à la réalisation des minima (automatic qualifier)
- q : Qualifié au prochain tour (ou à la prochaine compétition), lors d'une compétition majeure, grâce au repêchage ou à la réalisation de l'une des meilleures performances parmi celles des « non qualifiés directement » (grâce au meilleur temps ou à la meilleure distance par exemple) (secondary qualifier)